# 矢田作十路
矢田作十路（やた さくじゅうろう、1937年〈昭和12年〉12月24日 - 2018年〈平成30年〉5月30日）は、日本画家。雅号は白羊。日本の荒海や山間の静寂を題材にした作品や、中国の古典にならった虎や鷹の作品を多く残している。仏教にも造詣があり羅漢山宝住寺の釈迦三尊像や十八羅漢の石像の下絵を制作、城西山安養寺と羅漢山宝住寺の七条袈裟なども制作した。

## 生涯
1937年（昭和12年）、京都府何鹿郡中上林村（現在の綾部市）の京友禅の家系に生まれる。友禅の職人であった父・矢田茂久雄に師事し幼少時から筆を握っていた。
『作十路』の命名は禅僧によるもので、十牛図にみる十段階の悟りの境地をただ追い求める姿勢を表したものである。
長年パーキンソン病の闘病生活のなか活動を続けていたが2018年（平成30年）に死去。没後の2021年（令和3年）、矢田作十路記念館が京都市嵐山に開館し、多くの作品が常設展示されている。

## 人物
六十歳を迎えよういう時から日本南画院に籍を置き、参与として後輩の指導に携わるようになる。
日本とスイス国交樹立150周年には水墨画教室を開催したり中国・重慶市との国交では中学生に指導するなど、国を越えて、子供たちの指導にあたった。
また、教室が開催される際の下準備は主催者に任せることなく画材の準備など自分で行っていた。
写生に出かける際は妻の博美が運転して、作十路は車窓からの眺めに目をこらし、ここと思う場所を見つけたならたとえ冬の海岸であろうとも二時間から三時間はそこを動かず筆を走らせていた。
作十路は、生涯を水墨画芸術の高みを極めることに捧げ、京友禅に伝わる相伝の技法と水墨画の伝統技法を融合させ作十路ならではの至高の芸術の完成を目指していた。
没後にはさらに評価が高まり、フランスのマドレーヌ寺院、スペイン・コリア・デル・リオ市庁舎、伊勢神宮内宮神楽殿などに作品が所蔵され、守口市立現代南画美術館には1940mm×1303mmの大作「日本海冬の海」、京都府立中丹文化会館には1457㎜×1123mmの「静寂」が常設展示されている。

## 歴史
- 2000年 - 「美山の郷」読売新聞社賞受賞。
- 2002年 - 「走る波」　日本南画院展特選受賞。
- 2003年 - 「ホルンフェルスの冬」　日本南画院展作家賞受賞。
- 2004年 - 「岩波」　日本南画院展楽土賞受賞。
- 2006年 - 「静谷飛泉」日本南画院賞秋邨賞受賞。
- 2009年 - 「寂寥」日本南画院京都知事賞受賞。
- 2010年 - 「渦潮」日本南画院展第50回特別賞を受賞。
- 2013年 - 「潮騒」第53回日本南画院展衆議院議長賞受賞。
- 2014年 - 日本とスイス国交150周年記念イベントで墨絵教室を開催する。
  - スイス大使館に絵画作品「富士と月」を公式寄贈。
- 2016年 - 「巣立ち」安倍晋三内閣総理大臣より自由民主党総裁賞を受賞。
- 2017年 - ベルギー＆スペイン・ベルゴイスパニック十字王冠4等勲章受勲。
- 2018年 - 中韓国際美術交流展にて栄誉賞受賞。
  - フランスENCOURAGEMENT PUBLIC勲章受勲。
- 2019年 - フランス・マドレーヌ寺院へ絵画作品「波濤」を公式寄贈。
  - スペイン・コリア・デル・リオ市庁舎本館に絵画作品「枯蓮」を公式寄贈。
  - スペイン・Virginio Carvajal Japonに絵画作品「深雪」を公式寄贈。
- 2020年 - 伊勢神宮神楽殿に絵画作品「静寂」を公式寄贈。
- 2021年 - 京都嵐山に矢田作十路記念館開館。

## 絵画外作品

手描友禅染（訪問着）墨描きとダンマル描きを併用した総柄作品。（Gyokusen蔵）

## 画集
- 『清凜の響　矢田作十路　水墨画作品集1996～2018』2020年3月発行　発行者：玉泉工芸　東京都中央区日本橋小伝馬町15-17ASK日本橋ビル1F